# Chaos
Este artículo trata sobre el género de amebas que en biología se conocen como Chaos; para otros usos de la palabra Chaos véase: Chaos (desambiguación).
Chaos es un género de ameba gigante, así por ejemplo, Chaos carolinensis puede alcanzar los 5 mm, pero la mayoría va de 1 a 3 mm. Son amebas desnudas y se mueven mediante seudópodos. El citoplasma se divide en un endoplasma fluido que contiene los numerosos núcleos, gránulos y vacuolas de alimento, y el ectoplasma, que es más viscoso y que no contiene ningún gránulo. Está próximamente relacionado con el género Amoeba, compartiendo la misma morfología general y produciendo numerosos seudópodos cilíndricos. Sin embargo, Chaos presenta cientos de núcleos, mientras que Amoeba tiene solamente uno.
Los miembros del género se asemejan a las amebas, y comparten la misma morfología general, produciendo numerosos seudópodos cilíndricos, cada uno redondeado en el extremo. Sin embargo, mientras que la ameba es uninucleada, Chaos puede llegar a tener mil núcleos. Debido a este atributo, C. carolinensis, fue catalogada en el género Pelomyxa junto con otra ameba multinucleada gigante, Pelomyxa palustris. Recientemente, los estudios filogenéticos moleculares de la especie han confirmado que está más relacionada con el género Amoeba que a Pelomyxa.
Se alimenta de bacterias, hongos, otros protistas y rotíferos pluricelulares. Son heterótrofos como todos los miembros de Amoebozoa, sobre todo limpiadores y se encuentran en el fondo de hábitats de agua dulce. La especie más notable es C. carolinense. La célula no posee citostoma, por lo que no hay un sitio fijo en la membrana en donde ocurra la fagocitosis.
La membrana celular o plasmalema es extremadamente plástico, permitiendo al organismo cambiar de forma. El citoplasma en el interior de la membrana se describe normalmente en dos partes: un fluido interno, o endoplasma, que contiene gránulos y vacuolas alimenticias, así como orgánulos como el núcleo o la mitocondria; y un ectoplasma más viscoso alrededor del perímetro de la célula, que es relativamente claro y no contiene gránulos visibles. Como otras amebas lobosas, Chaos puede moverse a través de seudópodos. Se ha publicado una extensa literatura científica gracias al esfuerzo realizado para describir este movimiento.

## Historia temprana y controversia de la nomenclatura

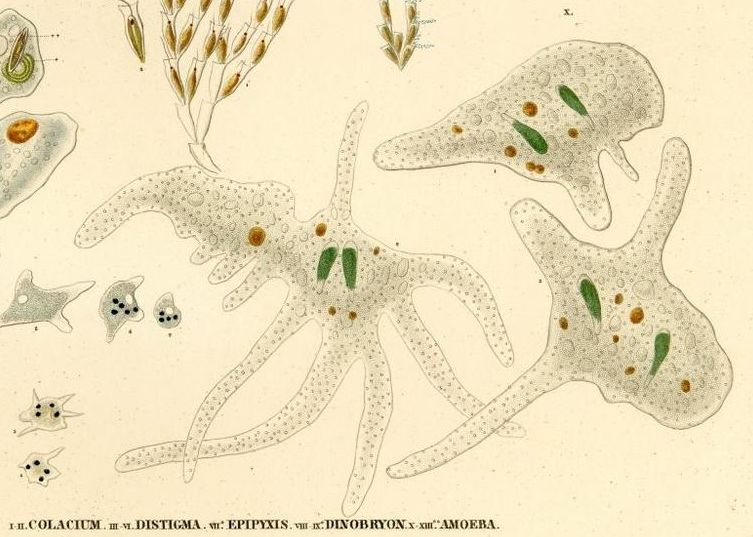
Amebas de C.G. Ehrenberg, 1830

El género Chaos ha tenido una historia larga y confusa. En 1755, Rösel von Rosenhof vio y describió un ameboide que llamó "el pequeño Proteus". Tres años después, Linneo le dio a la criatura de Rösel el nombre de Volvox chaos. Sin embargo, ya que el nombre Volvox ya se aplicaba a un género de algas flageladas, se cambió a Chaos chaos. En las siguientes décadas, conforme proliferaban las nuevas especies y nombres, se informó de numerosas descripciones de organismos similares a Chaos, de tal manera que es virtualmente imposible diferenciar una ameba histórica de otra. En 1879, Joseph Leidy sugirió agrupar todas las grandes amebas comunes de agua dulce en una especie, que propuso que se llamase Amoeba proteus. Una docena de especies, incluyendo a varias que se han identificado como Chaos, fueron consideradas sinónimos de Amoeba proteus. Sin embargo, en la descripción que él mismo da a estos organismo, son claramente uninucleadas, a diferencia de la actual Chaos.

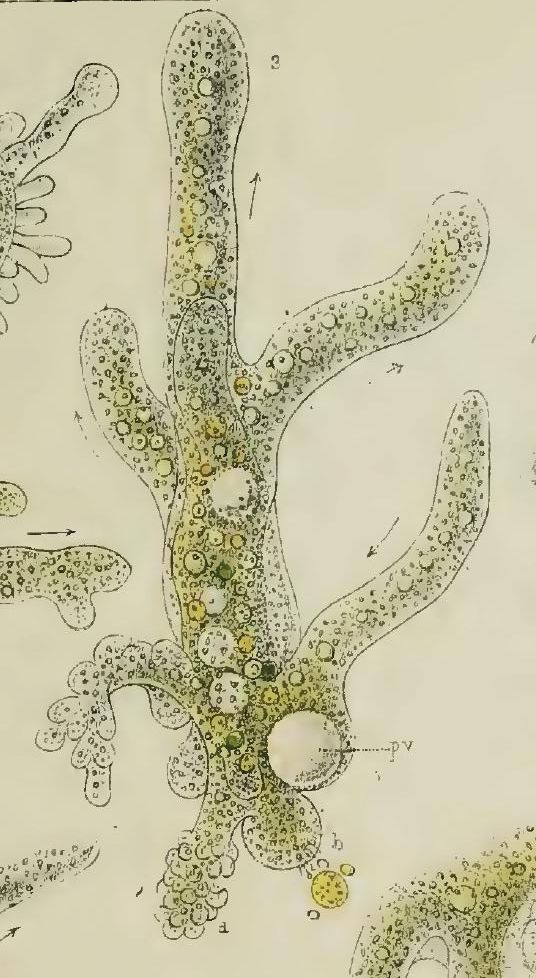
A. proteus (= C. chaos), de Joseph Leidy, 1879

En 1900, el biólogo H. V. Wilson, de la Universidad de Carolina del Norte, descubrió y aisló a la ameba que se parecía a Amoeba proteus pero tenía cientos de núcleos celulares. Dado que ya existía un´género de amebas gigantes multinucleadas, Pelomyxa, Wilson colocó este organismo en ese taxón, llamándolo Pelomyxa carolinensis. Esta ameba se cultivaba fácilmente y se convirtió en un organismo ampliamente distribuido y estudiado en el laboratorio. 
En 1926, Asa A. Schaeffer argumentó que Pelomyxa carolinensis era, de hecho, idéntica a la ameba que Rösel vio en 1755, la "pequeña Proteus" que Linneo llamó Chaos chaos. Por lo tanto, instó a que, siguiendo el principio de prioridad que gobierna la nomenclatura biológica, el nombre del organismo debía ser Chaos chaos. Varios investigadores discutieron vigorosamente contra la validez de ese nombre, pero otros lo adoptaron. Una tercera facción aceptó la validez del género Chaos para la ameba de Wilson, pero conservó la segunda mitad del nombre binomial, llamando al organismo Chaos carolinensis. A principios de la década de 1970, los tres nombres se usaban al mismo tiempo por varios investigadores. Sin embargo, los estudios de la estructura fina y fisiología de la ameba aclaró que había grandes diferencias entre esta y otras Pelomyxa (incluyendo la ausencia completa, en las Pelomyxa verdaderas, de mitocondrias). Desde entonces, ha surgido un consenso en cuanto a la nomenclatura, y el organismo es conocido generalmente como Chaos carolinensis, propuesto inicialmente por Robert L. King y Theodore L. Jahn en 1948.

## Filogenia reciente
Hasta hace poco, el género Chaos se incluía, junto con otros protistas que extienden seudópodos lobosos o se desplazan por el flujo protoplásmico, en el filo Sarcodina. La filogenia molecular basada en el examen del ADN ribosómico ha mostrado que Sarcodina es un grupo polifilético: que algunos amobeideos comparten un ancestro común más reciente con miembros de otro filo que con otros Sarcodina. Consecuentemente, los ameboideos de Sarcodina han sido distribuido entre dos supergrupos, Rhizaria y Amoebozoa. Chaos y su pariente cercano, Amoeba, se sitúan ahora en el último, junto con el orden Tubulinida: amebas desnudas, ya sea monopodiales o poseyendo seudópodos cilíndricos, con uroides no adhesivos (una región de la zona posterior de la célula que tiene una apariencia arrugada).
Mientras el grupo monofilético de Amoebozoa tiene aún que establecerse, la información actual confirma que Chaos y Amoeba están estrechamente relacionados. Sin embargo, las mismas investigaciones plantea preguntas sobre el grupo monofilético del género Chaos, dado que Chaos nobile puede ser basal a un grupo que contiene Chaos carolinensis y al menos dos especies de ameba, como se ilustra debajo, siguiendo Pawlowski y Burki (2009):
|  | Amoeba leningradensis                                                 |
|  |                                                                       |
|  | \| \| Amoeba proteus \| \| \| \| \| \| Chaos carolinensis \| \| \| \| |
|  |                                                                       |
|  | Amoeba proteus                                                        |
|  |                                                                       |
|  | Chaos carolinensis                                                    |
|  |                                                                       |

|  | Amoeba proteus     |
|  |                    |
|  | Chaos carolinensis |
|  |                    |

|  | Amoeba leningradensis                                                 |
|  |                                                                       |
|  | \| \| Amoeba proteus \| \| \| \| \| \| Chaos carolinensis \| \| \| \| |
|  |                                                                       |
|  | Amoeba proteus                                                        |
|  |                                                                       |
|  | Chaos carolinensis                                                    |
|  |                                                                       |

|  | Amoeba proteus     |
|  |                    |
|  | Chaos carolinensis |
|  |                    |